# شياطين دا فينشي
شياطين دا فينشي (بالإنكليزية Da Vinci's Demons) سلسلة تلفزيونية فانتازيا تاريخية تلفزيونية تتحدث عن الحياة المبكرة لليوناردو دا فينشي. السلسلة من إبداع ديفيد غوير وتتحدث عن القصة المخفية عن «ابتكار» دا فينشي للمستقبل وهو في الخامسة والعشرين. وتتحدث السلسلة أيضاً عن طائفة غامضة تسمى «بأبناء ميثراس». تم التصوير في مدينة سوانزي في ويلز.
قامت شبكة ستارز التلفزيونية بالإعلان ان الموسم الثالث هو الاخير من السلسة.

## الشخصيات
- توم رايلي في دور ليوناردو دا فينشي
- لورا هادوك في دور لوكريتشا دوناتي، عشيقة لورنزو ميديتشي، وحبيبة ليوناردو دا فينشي.

## الحلقات

### الموسم الأول
| الحلقة  | عنوان الحلقة |
| ------- | --- |
| الأولى  | المشنوق The Hanged Man |
|         | يتمكن دا فينشي من الوصول إلى لورينزو بعد رسمه لعشيقته لوكريتشا. يتآمر البابا سيكتس الرابع -حليف نابولي- على فلورانسا وميلان ويتمكن من اغتيال دوق ميلان، ويعلن عن هدفه الثاني بمحاربة فلورنسا والاستعلام عن حالة فلورانسا عن طريق جاسوس يظهر فيما بعد أنها لوكريتشا دوناتي عشيقة لورينزو وحبيبة دا فينشي.                                                                                     |
| الثانية | الأفعى The Serpent |
|         | يتقفى دا فينشي الاشارات التي تركها اليهودي المشنوق ليتوصل إلى كتاب كان بحوزة اليهودي قبل أن يشنق. وفي نفس الوقت يتمكن من إتمام السلاح الذي وعد لورينزو به. لا يستسلم دا فينشسي لمغريات البابا الذي أرسل ابن اخته الكونت رياريو ليحصل على المفتاح الذي كان بحوزة اليهودي بل يقتل ستة من الحرس البابوي. يتمكن دا فينشي من حل شيفرة الكتاب ويكتشف خريطة من المفترض أن توصله إلى "كتاب الأوراق". |
| الثالثة | السجين The Prisoner |
| الرابعة | الساحر The Magician |
| الخامسة | البرج The Tower |
| السادسة | الشيطان The Devil |
| السابعة | المفسّر The Hierophant |
| الثامنة | الحبيبين The Lovers |

### الموسم الثاني
| الحلقة  | عنوان الحلقة                          |
| ------- | ------------------------------------- |
| الأولى  | دماء الإنسان The Blood of Man         |
| الثانية | دماء الإخوة The Blood of Brothers     |
| الثالثة | رحلة الملعون The Voyage of the Damned |
| الرابعة | آخر الأرض The Ends of the Earth       |
| الخامسة | الشمس والقمر The Sun and the Moon     |
| السادسة | حبل الموتى The Rope of the Dead       |
| السابعة | حجرة السماء The Vault of Heaven       |
| الثامنة | السقوط من السماء The Fall from Heaven |
| التاسعة | أعداء الإنسان The Enemies of Man      |
| العاشرة | خطايا دايدالوس The Sins of Daedalus   |